# Herman Amberg
Hermann Amberg (22. december 1834 – 12. april 1902) var en dansk musiker og komponist.
Elev af J.P.E. Hartmann og Anton Rée. 1855 nedsatte han sig i Viborg som musiklærer og virkede tillige som sanglærer ved latinskolen i 25 år. 1868 blev han organist ved domkirken og 1892 udnævnt til professor.

## Musik
- Tre Sange for een Stemme med Piano
- 24 korte Orgelpræludier
- Ledetraad ved den første Børneundervisning i Klaverspil klaverskole
- 10 Præ- og Postludier for Orgel, Opus 11[1]